# Ophisaurus incomptus
Ophisaurus incomptus es una especie de reptil de la orden de los escamosos y familia de los ánguidos, una de las seis comprendidas dentro del género Ophisaurus.

## Taxonomía

### Descripción
La especie fue descrita en 1955 por el zoólogo estadounidense Edwin H. McConkey.

### Sinónimos
Además del nombre actualmente válido, la especie se conoció también por los sinónimos:
- Anguis incomptus Terán-Juárez, 2008
- Anguis incomptus Bryson & Graham, 2010
- Ophisaurus incomptus McConkey, 1955 (protónimo)
- Ophisaurus incomptus Liner, 1994

### Nota taxonómica
Numerosos autores consideran esta especie dentro del género Anguis.

## Distribución y hábitat
Esta especie es un endemismo mexicano. Debido a que el holotipo es el único ejemplar de la especie conocido, la distribución conocida para esta especie estaría restringida a los alrededores de Ciudad Valles, en el estado de San Luis Potosí. La mayor parte del bosque tropical caducifolio que originalmente se encontraba en los alrededores de la localidad tipo de la especie desaparecieron en la actualidad casi por completo. Esta zona presenta un clima cálido semihúmedo, y se encuentra a una altitud de 100 m s. n. m.

## Características
Esta enigmática especie es uno de los reptiles mexicanos menos conocidos. El único ejemplar conocido hasta hoy en día fue usado para la descripción de la especie por McConkey en 1955.
Tiene reproducción sexual, y es una especie dioica. Confía en correr para desplazarse en caso de peligro.